# Распятие и крест в христианстве

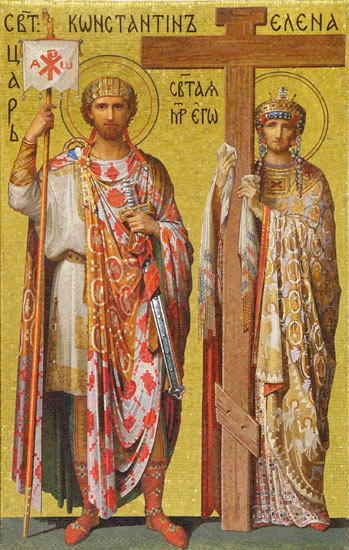
Святые Константин и Елена с символическим изображением обретённой реликвии — Голгофским крестом. Мозаика в Исаакиевском соборе с изображением семиконечного креста

Распятие и крест в христианстве являются основополагающими символами, в особенности изобразительными.
Вспомогательная историческая дисциплина, изучающая историю и иконографию христианского креста называется ставрографией (от греч. σταυρός — «крест»).

## Термины
Согласно Словарю Фасмера, слово «крест» заимствовано из церковно-славянского и происходит от имени Христа, а слово «распятие» происходит от глагола «пять, пну».
Слова «распятие» и «крест» в русском языке обычно используются как синонимы, однако между ними есть некоторые семантические отличия.
В частности, «Распятие» (с заглавной буквы) относится к конкретному событию.

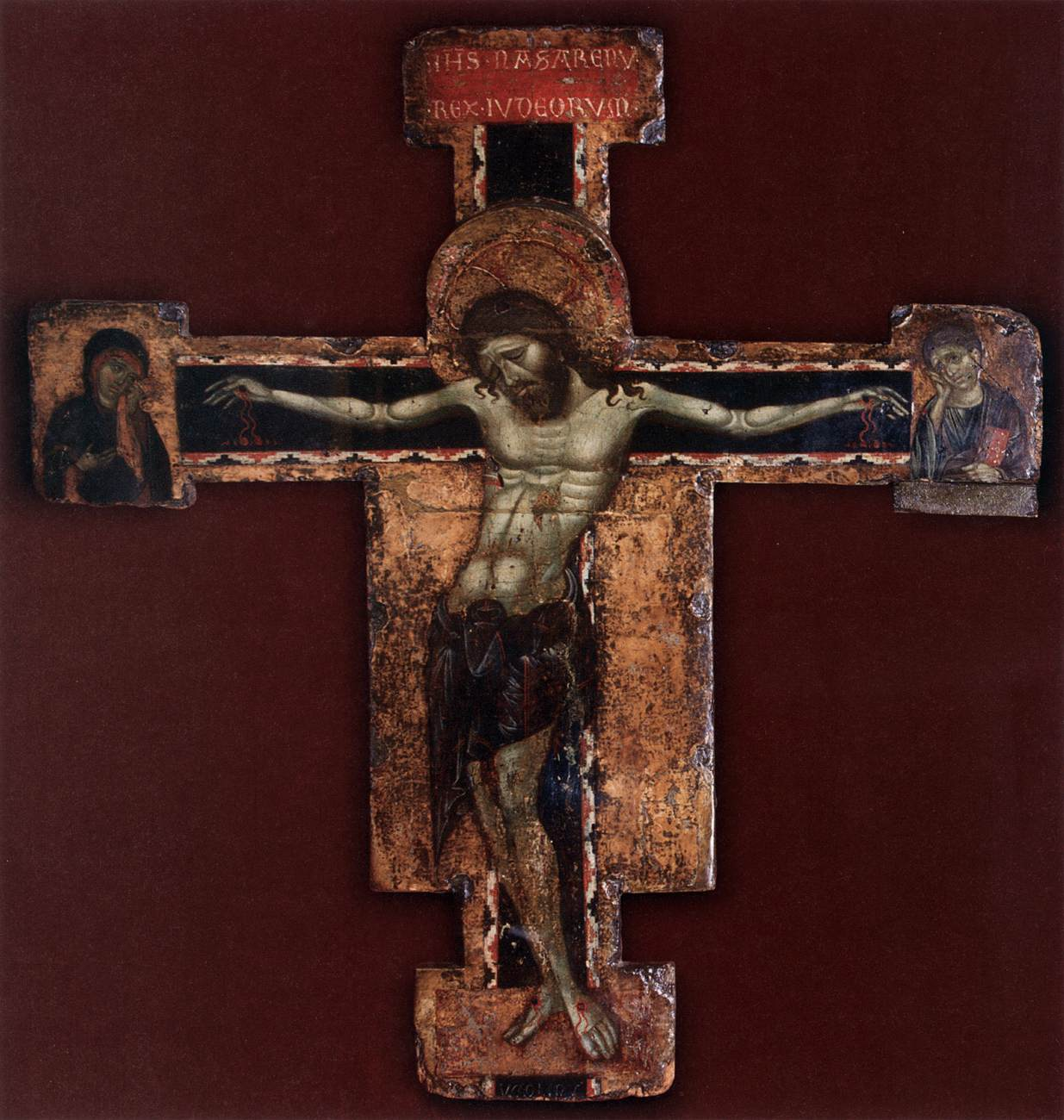
Уголино ди Тедиче. «Крест с изображением распятия»

Также, говоря об искусстве, слово «распятие» чаще (но не обязательно) применяют к изображениям конкретно фигуры Христа, а более универсальное слово «крест» — к обобщённым символическим изображениям, геометрической фигуре. Так, произведение «Крест с изображением распятия» работы Уголино ди Тедиче (XIII век) — это резная доска в форме креста (типологии расписной крест), на которой темперными красками нарисовано Распятие Христа.
В английском языке термины разделяются более чётко: Распятие — это Crucifixion, а крест — это crucifix, cross.

## Священное Писание и Предание
Почитание геометрической фигуры в виде креста идёт с первых времён христианства по той причине, что Иисус Христос был распят. Хотя давно ведутся споры относительно формы его креста, поскольку римляне использовали самые разные варианты, вплоть до обычного столба, традиционно считается, что это был привычный нам вертикальный крест с одной перекладиной.
Это орудие казни Христа стало его символическим изображением в первые века христианства по причинам запрета на его изображения во плоти (см. символические изображения Христа).
Подробнее см.:
- Распятие (казнь) — об историческом виде казни в Древнем Риме (помимо Иисуса Христа).
- Распятие Иисуса Христа — непосредственно казнь Иисуса Христа, описанная в Евангелиях.
- Форма креста Иисуса Христа — статья о спорах о конкретной форме голгофского креста.
- Категория:Распятие Иисуса Христа — включает статьи по отдельным деталям евангельской сцены.

### Реликвия
Физически тот самый крест не сохранился, хотя верующие считают, что он был найден в IV веке «первым археологом» — святой императрицей Еленой. В честь этого события и дальнейших чудес были установлены церковные праздники, а сам найденный крест и его щепки разошлись на церковные реликвии для поклонения верующих.
- Голгофский крест — историческое орудие Распятия, стоявшее на горе Голгофа:
- Форма креста Иисуса Христа — статья о спорах о конкретной форме голгофского креста.
  - Животворящий Крест — конкретный предмет, священная церковная реликвия, считающаяся подлинной.
    - Воздвижение Креста Господня — праздник в честь обретения этой реликвии Святой Еленой.
    - Происхождение честных древ Животворящего Креста — праздник в честь чудес от этой реликвии.

  - Крестное титло — дощечка с Креста с буквами INRI, церковная реликвия.

## Культ
Благодаря смерти Иисуса на кресте и использованию его графического символа ранними верующими крест стал доминирующим символом христианства. К нему адаптировались другие сюжеты. Так, таинство крещения ведёт свою историю от обряда, совершённого над Иисусом Иоанном Пророком, который представлял собой помазание, а не крестное знамение (так как Распятия ещё не было). Однако в русском языке этот евангельский эпизод стал называться Крещение Господне.
- Крест в христианстве — статья, посвящённая почитанию символа креста в разных конфессиях, происхождению культа креста, критике и отрицанию этого культа, разнице между православным и католическим крестом.
- Крещение — главный религиозный обряд в религии.
- Крестное знамение — основополагающий жест в религии.
- Крестный ход — религиозное шествие за выносным крестом.
- Преднесение креста — привилегия предстоятелей православных церквей.
- Крестоцеловальная запись — присяга с целованием распятия.

## Изобразительное искусство
Изображение креста, на котором был распят Иисус Христос, является главным и обязательным символом христианской религии. Это изображение, называемое «распятием», обязательно присутствует в местах богослужений, у верующих дома, в качестве нательного креста. Оно используется в знак веры и верности Христу, принадлежности Церкви Христовой, а также служит средством благодатной защиты.
Христианский культ породило гигантское количество изображений Распятия и крестов в самых разных иконографиях и техниках:
- Распятие (иконография) — статья, посвящённая сценам Распятия Христа в изобразительном искусстве, в частности, многофигурным композициям (картинам, рельефам и проч.).
  - Икона Распятия Христова — статья о православном каноне иконы.
- Распятие (предмет) — статья, посвящённая крестам и распятиям — скульптурам и произведениям декоративно-прикладного искусства.
- Категория:Типы крестов — включает различные формы графических крестов (списки см.: Крест#Графические типы крестов и Крест (геральдика).
- Конкретные произведения искусства:
  - Распятие (картина) — список картин под названием «Распятие».
  - Категория:Распятия — скульптурные, рельефные и расписные распятия с фигурой Христа.
  - Категория:Кресты (памятники) — скульптурные кресты (без фигуры Христа).